# Manuel Duarte (argentyński piłkarz)
Manuel Agustín Duarte (ur. 23 sierpnia 2001 w La Placie) – argentyński piłkarz występujący na pozycji ofensywnego pomocnika, od 2023 roku zawodnik Defensa y Justicia.
Piłkarzem był również jego ojciec Silvio Duarte.